# Tilica, Tehuipango
Tilica är en ort i Mexiko.   Den ligger i kommunen Tehuipango och delstaten Veracruz, i den sydöstra delen av landet, 240 km öster om huvudstaden Mexico City. Tilica ligger 2 126 meter över havet och antalet invånare är 265.
Terrängen runt Tilica är kuperad åt sydväst, men åt nordost är den bergig. Runt Tilica är det ganska tätbefolkat, med 144 invånare per kvadratkilometer. Närmaste större samhälle är Zongolica, 18,8 km norr om Tilica. I omgivningarna runt Tilica växer i huvudsak städsegrön lövskog.